# Patricio Ormazábal
Luis Patricio Ormazábal Mozó (Curicó, 12 de fevereiro de 1979) é um jogador de futebol chileno. Sua atual equipe é o Curicó Unido.